# Орлай, Иван Семёнович
Иван Семёнович Орлай (Orlay de Carva; 1770 или 1771, Паладь-Комаровцы, Австрийская империя, — 27 февраля (11 марта) 1829, Одесса, Российская империя) — венгерский, украинский и российский врач, педагог, литератор. Действительный статский советник, доктор медицины; гоф-медик; директор Нежинского Лицея князя Безбородко, а затем Одесского Ришельевского Лицея; писатель.

## Биография
Иван Семёнович Орлай родился, как полагает большинство[кто?] исследователей, в 1770 году в семье Семёна Орлая и Екатерины Белезроевой в подкарпатском с. Давыдково в Австрийской империи (сейчас — Закарпатская область Украины). Реже в качестве места рождения Орлая называют село Паладь-Комаровцы современного Ужгородского района Закарпатской области.
Во всех служебных списках, которые Орлай заполнял начиная с 1791 года при поступлении в различные государственные учреждения, он подчёркивал, что принадлежал первоначально к венгерскому дворянству, а по своему происхождению является «карпато-русином».
Первоначальное образование получил в Мункачском и Унгварском народных училищах и в Унгварской архигимназии. Отсюда Орлай перешёл в Велико-Карловскую высших наук гимназию, а в 1787 году в Велико-Варадскую академию, в которой изучал чистую математику, логику и историю. В 1788 году Орлай поступил во Львовский университет, где слушал курсы математики, физики, технологий, естественной истории, всеобщей истории, философии и немецкой словесности. В следующем году возвратившись в Венгрию и выдержав испытание «по философским наукам» в Эрлавской консистории, Орлай поступил на казённом содержании в Генеральную Иозефинскую семинарию (богословский факультет Пештского университета); здесь Орлай, помимо всего прочего, изучал древнееврейский и греческий языки.
В феврале 1790 года Орлай был удостоен звания профессора низших классов в Велико-Карловской гимназии высших наук, где и преподавал древние языки, географию, историю и арифметику; впрочем, он скоро оставил педагогическую деятельность и уже в самом начале 1791 года отправился в Вену, а оттуда в Петербург, где 8-го мая того же года поступил в Медико-Хирургическое Училище; здесь, прослушав курсы медицинских наук, в феврале 1793 года Орлай был удостоен по экзамену звания доктора медицины и оставлен при Генеральном Сухопутном Госпитале; в сентябре того же года он был назначен помощником учёного секретаря Медицинской Коллегии, по поручению которой, между прочим, привел в порядок библиотеку Коллегии и анатомико-физиологический кабинет.
Летом следующего 1794 года Орлай был командирован Коллегией для усовершенствования в Вену, где пробыл три года. По возвращении в Петербург Орлай в июле 1797 года вступил в прежнюю должность помощника учёного секретаря Медицинской Коллегии; в феврале 1798 года был произведён в штаб-лекари и в октябре того же года поступил лекарем в лейб-гвардии Семёновский полк, откуда через год перевелся лекарем же в Санкт-Петербургский Почтамт, в каковой должности пробыл до марта 1805 года, успев снискать уважение не только как опытный врач, но и как сердечный бескорыстный человек.
9-го марта 1800 года Иван Орлай, будучи назначен гоф-хирургом Его Императорского Величества, уволился от должности помощника учёного секретаря Коллегии, состоя в которой, он, помимо прямых своих обязанностей, принимал самое близкое участие в изданных Коллегией «Observationes Medico-Chirurgorum Ruthenici Imperii», переводя на латинский язык и обрабатывая присылаемые русскими врачами материалы для этого издания.
Между тем известность Орлая росла всё более, и различные учёные общества охотно заносили его имя в списки своих членов; к тому же обширные познания Орлая приобретали ему симпатии не только в ограниченном кругу специалистов; между прочим, в 1804 году имя Орлая появилось в одном русском журнале («Сев. Вестник» ч. I и III) под весьма солидной исторической справкой: «История о Карпато-россах». В марте 1805 года лейб-хирург Виллье избрал Орлая своим помощником и пользовался его услугами и сотрудничеством в течение 15 лет. Летом 1806 г. Орлай, по поручению начальства, побывав за границей, успел получить в Кёнигсбергском университете звание доктора философии, а при возвращении в Россию, в Дерпте защитил на звание доктора медицины диссертацию, озаглавленную: «Dissertatio sistens doctrina de viribus naturae medicatricibus, historiam brevem, expositionem, vindicias etc».
В июле 1808 года Орлай был уволен от должности гоф-хирурга и назначен учёным секретарём Медико-хирургической Академии. В этом звании Орлай, помимо прямых своих обязанностей, касающихся административной и ученой стороны дела, усердно помогал Виллье при издании Полевой Фармакопеи для армии (Pharmacopea castrensis Rulhenica); деятельное участие Орлай принимал и в составлении Устава Медико-Хирургической Академии и вообще в трудах, направленных к обеспечению более успешного развития нового и обширного учреждения, каким являлась Академия. Между прочим, Орлаю, как энергичному и широко образованному человеку, в 1811 году было поручено Академией редактирование «Всеобщего Журнала врачебной науки».
События Отечественной войны отвлекли Орлая от обычных занятий: 8 апреля 1812 года он был назначен ординатором Санкт-Петербургского Сухопутного и Генерального Госпиталя, и в этой должности пробыл до октября следующего года, а затем снова вступил в отправление своих прежних обязанностей.
В 1817 году Орлай, за болезнью, вынужден был отказаться от обязанностей учёного секретаря Академии, которая, в уважение его заслуг перед нею, избрала его в свои почётные члены; Орлай был оставлен Виллье для особых поручений; впрочем, это последнее назначение, не предоставлявшее определённой и самостоятельной деятельности, не могло, — как говорит один из биографов Орлая, — удовлетворять человека, полного сил и стремлений и прекрасно подготовленного к разнообразным поприщам; к тому же, начавшиеся несогласия с Виллье и предложения Орлаю со стороны некоторых учреждений более самостоятельных должностей скоро склонили Орлая отказаться от службы при Виллье.
Ещё в конце 1820 года Орлаю было сделано предложение поступить в Московский университет ординарным профессором по медицинскому факультету; Орлай изъявил было согласие, но Виллье, дороживший его услугами, успел удержать Орлая при себе; но уже летом следующего года начались переговоры гр. Кушелева-Безбородки о замещении Орлаем должности директора Нежинской Гимназии высших наук кн. Безбородки, и 3 сентября 1821 состоялось увольнение Орлая от службы при Виллье и назначение его на упомянутую должность директора Гимназии. Вступив в должность 1-го ноября 1821 года, он немедленно принялся за устройство гимназии во всех её частях и прежде всего в учебно-воспитательном отношении. Как на особые заслуги Орлая перед гимназией, можно указать на его успешный выбор преподавателей и строгое наблюдение за изучением языков, в воспоминаниях бывших учеников Орлай изображается строгим начальником, но добрым, снисходительным и горячо преданным своему делу и питомцам Гимназии человеком. Педагогические административные способности Орлая скоро обратили на себя внимание, и в 1825 году ему было поручено попечителем Харьковского учебного Округа осмотреть ряд гимназии, находившихся в ведении этого Округа. Во время директорства Орлая в гимназии учился Николай Гоголь, который позже высоко оценивал его деятельность.
В январе 1826 года Орлай был произведён в действительные статские советники, а в августе того же года был переведён на должность директора Одесского Ришельевского Лицея, где, впрочем, он пробыл недолго: 27 февраля 1829 года он умер, оставив по себе память, как энергичный и высоконравственный педагог.

## Публикации
В печати находится не много трудов Орлая, но имя его было хорошо известно учёному миру не только в России, но и за границей, и многие русские и иностранные ученые общества избирали его в число своих действительных или почетных членов. Орлай был членом Московского Общества Испытателей природы, Общества Истории и Древностей Российских, Виленского Медицинского Общества, почётным членом Медико-Хирургической Академии, Виленского университета, Казанского Общества Любителей Отечественной словесности; кроме того, он был членом Альтенбургского Ботанического Сада, Йенского Минералогического Общества, Эрлангенского Физико-медицинского Общества и др.
Своё обширное собрание книг, рукописей и естественных коллекций Орлай частями пожертвовал в различные библиотеки и общества.
И. С. Орлаю принадлежат:
- О Юго-Западной Руси.// Труды и записки Общества истории и древностей Российских, учрежденного при Императорском Московском университете. — Ч. III. Кн. I. — Москва, 1826. — С. 220—228.
- Мнение о преобразовании училищ в России // Лавровский Н. А. Гимназия высших наук кн.. Безбородько. — Киев, 1879. — С. 145—158.
- История о карпато-россах, или о переселении россиян в Карпатские горы и о приключениях с ними случившихся.// Свенцицкий И. С. Материалы по истории возрождения Карпатской Руси с Россией в 1-й половине ХІХ-го века. — Львов, 1905. — С. 56 — 83.
- Dissertatio sislens doctrinas de viribus naturae medicatricibus etc. (Dorpat 1807);
- Oratio in laudes Russiae principum etc. (Petrop. 1809); История о карпато-россах («Северный Вестник» 1804, ч. I и III);
- О необходимости обучаться преимущественно отечественному языку и нечто об обучении языкам иностранным («Записки, издаваемые от Департамента Народного Просвещения», 1825, кн. I);

Кроме того, Орлай принимал деятельное участие в изданных Медицинской Коллегией «Observationes medicochirurgorum Ruthenici Imperii» и в упомянутом выше «Pharmacopea castrensis Ruthenica». Значительное число трудов Орлая осталось в рукописи.
Выступал также как поэт; писал стихи на латинском языке — «Элегия на смерть императора Александра I» (1825) и другие. Поддерживал дружеские связи с И. В. Гёте.